# Régime miracle
Le terme « régime miracle » ou régime à la mode est une expression ironique (il s'agit d'une hyperbole) qui désigne un produit ou une technique diététique qui est censé faire maigrir le sujet rapidement. L'expression est le plus souvent employée par les détracteurs d'une méthode d'amincissement, pour la dénigrer ou la démystifier.
Les « régimes miracles » sont souvent considérés comme nuisibles à la santé, et ont un effet souvent éphémère. De ce fait, ils sont parfois considérés comme un « remède de charlatan », comme par exemple l'alimentation à calorie négative.

## L’influence de l'utilisation des biais cognitifs par les médias sur les tendances de régimes alimentaires miracles
Au cours des années, plusieurs régimes alimentaires miracles sont apparus pour des courtes périodes de temps chacun. Le fait que les médias peuvent rapidement atteindre beaucoup de personnes est la cause principale de la propagation de ces régimes miracles. Cette diffusion est souvent amplifiée par la façon dont la prise de poids et les normes de beauté sont présentés dans les médias. Les médias ont tendance à exploiter les biais cognitifs du grand public. Les biais cognitifs sont des distorsions dans le traitement cognitif des informations, qui peuvent avoir des effets sur la mémoire, le comportement et la prise de décision.

### Biais de négativité
Souvent, les informations présentées dans les médias ont pour but d’attirer le plus grand nombre de personnes possible. Pour ce faire, les journalistes vont choisir des sujets qui vont inciter l'engagement d’un vaste public, peu importe les effets sur les consommateurs. Le poids et l'image corporelle sont de grandes vulnérabilités pour plusieurs,,, et alors ils vont attirer nombreux consommateurs de médias. Le biais de négativité peut être défini comme la tendance que les informations provoquant une réaction négative ont une influence supérieure sur notre état psychologique que ceux provoquant une réaction positive. Selon le biais de négativité, une seule insulte, même parmi des dizaines de compliments, peut négativement affecter l’état psychologique,. En effet, les commentaires négatifs portant sur notre apparence physique peuvent rester avec nous pour des années. Les régimes miracles permettent de satisfaire ce désir de compensation immédiate. Cela peut mener à une insistance démesurée sur le poids, ou sur la forme du corps. Les indicateurs de bonne santé comme les résultats médicaux, l’énergie, ou un style de vie actif peuvent être négligés en faveur de cette vulnérabilité,,.

### Biais implicite
Le biais implicite est un mode de raisonnement inconscient qui nous amène à attribuer des qualités positives ou négatives à un groupe selon leur catégorisation sociale. Ce biais est souvent exploité lorsque des célébrités appuient un régime miracle. Les gens ont tendance à valoriser et à faire confiance dans les opinions des célébrités,, parce que les célébrités ont éprouvé du succès dans la vie. Les ambassadeurs des régimes miracles sont souvent très bien connus, surtout parmi les jeunes et les femmes, et apparaissent très souvent dans divers types de médias: dans les feeds de Instagram, dans des publicités à la télé et sur les couvertures de magazines. Prenons Kim Kardashian, par exemple : elle a plus de 300 millions de partisans sur Instagram, et 34 % d’entre eux sont des enfants et des adolescents,. En 2018, elle a fait une publicité pour des friandises qui suppriment l’appétit. En choisissant quelqu’un aussi bien connu que Kim Kardashian, la marque utilise les médias pour établir un lien de familiarité. Du point de vue des consommateurs, la crédibilité perçue de ce régime augmente parce que quelqu’un qui est bien connu le soutient. Une étude démontre que les hommes vont attribuer plus de crédibilité à une publicité d'un produit alimentaire si un athlète le soutien. Il était aussi observé que les hommes qui ont une mauvaise image corporelle vont attribuer plus de crédibilité à la publicité que les hommes qui ont une image corporelle positive.

### Actualisation hyperbolique
L’actualisation hyperbolique dit que nous préférons être récompensés immédiatement pour notre travail que d’attendre des résultats à long terme. La perception de la santé de quelqu’un est fréquemment déterminée par un seul aspect – souvent, le poids ou l’apparence du corps. Il est généralement sous-entendu que les personnes qui ne remplissent pas les critères de “bonne santé” devraient changer,. Ensuite, le régime miracle qui est censé tout guérir est proposé. Puisque ces régimes miracles se centrent majoritairement autour de l’amaigrissement rapide, ils sont des choix très attirants. Cependant, cette tentation de compensation immédiate peut aveugler le consommateur – c’est exactement ce qui dit la théorie de l’actualisation hyperbolique. Les régimes miracles, n’étant pas supportés ni par la science ni par la recherche clinique, peuvent avoir des effets nuisibles au lieu de bénéfiques,,. Certains régimes miracles, comme le jeûne intermittent, ont même été associés à des risques de mortalité élevées. D’autres sont connus pour diminuer le fonctionnement du système immunitaire. De plus, la majorité de ces régimes alimentaires qui idéalisent les corps maigres et musclés sont associés à un risque élevé du développement d'un trouble de conduite alimentaire,,. 